# Jerome Cowan
Pour les articles homonymes, voir Cowan.
Jerome Cowan est un acteur américain né le 6 octobre 1897 à New York, New York (États-Unis), mort le 24 janvier 1972 à Encino (États-Unis).

## Filmographie
- 1936 : L'Ennemie bien-aimée (Beloved Enemy) de H. C. Potter : O'Rourke
- 1937 : J'ai le droit de vivre (You Only Live Once) de Fritz Lang : Dr Hill
- 1937 : L'Entreprenant Monsieur Petrov (Shall We Dance) de Mark Sandrich : Arthur Miller
- 1937 : New Faces of 1937 : Robert Hunt
- 1937 : Vogues 1938 d'Irving Cummings : W. Brockton
- 1937 : The Hurricane de John Ford : Capitaine Nagle
- 1938 : Hollywood en folie (The Goldwyn Follies) de George Marshall: Lawrence (le directeur)
- 1938 : Miss Catastrophe (There's Always a Woman) d'Alexander Hall : Nick Shane
- 1939 : St. Louis Blues : Ivan DeBrett
- 1939 : The Saint Strikes Back : Cullis
- 1939 : Un pensionnaire sur les bras (East Side of Heaven) de David Butler : Claudius De Wolfe
- 1939 : Exile Express : Paul Brandt
- 1939 : The Gracie Allen Murder Case : Daniel Mirche
- 1939 : Mademoiselle et son flic (She Married a Cop) de Sidney Salkow : Bob Adams
- 1939 : La Vieille Fille (The Old maid) : Joseph Ralston
- 1939 : The Great Victor Herbert : Barney Harris
- 1940 : Wolf of New York : Cosgrave
- 1940 : Castle on the Hudson : Ed Crowley
- 1940 : Framed d'Harold D. Schuster : Monty de Granville
- 1940 : Ma, He's Making Eyes at Me : Ted Carter
- 1940 : Torrid Zone : Bob 'Bill' Anderson
- 1940 : Ville conquise (City for Conquest) : Dutch
- 1940 : The Quarterback : Townley
- 1940 : Meet the Wildcat (en) d'Arthur Lubin : Digby Vanderhood III
- 1940 : Melody Ranch (en) de Joseph Santley : Tommy Summerville
- 1940 : Street of Memories : Mr. Gower
- 1940 : Passion sous les tropiques (Victory) de John Cromwell : Martin Ricardo
- 1941 : La Grande Évasion (High Sierra) : Healy (reporter from the 'Chronicle')
- 1941 : The Roundup : Wade McGee
- 1941 : Le Grand Mensonge (The Great Lie) : Jock H. Thompson
- 1941 : Ma femme se marie demain (Affectionately Yours) : 'Pappy' Cullen
- 1941 : La Femme de Singapour (Singapore Woman) de Jean Negulesco : Jim North
- 1941 : Too Many Blondes : Ted Bronson
- 1941 : Out of the Fog : Assistant District Attorney
- 1941 : Kisses for Breakfast : Lucius Lorimer
- 1941 : Rags to riches (Rags to Riches) : Abbott
- 1941 : Vedette à tout prix (Kiss the Boys Goodbye) : Bert Fisher
- 1941 : One Foot in Heaven : Dr. Horrigan
- 1941 : Le Faucon maltais (The Maltese Falcon) : Miles Archer
- 1942 : The Bugle Sounds : Mr. Nichols
- 1942 : A Gentleman at Heart : Finchley
- 1942 : Mr. and Mrs. North : Ben Wilson
- 1942 : Frisco Lil : Vince Warren
- 1942 : The Girl from Alaska : Ravenhill
- 1942 : La Péniche de l'amour (Moontide) : Dr. Frank Brothers
- 1942 : Thru Different Eyes (en) de Thomas Z. Loring : Jim Gardner
- 1942 : Joan of Ozark : Phillip Munson
- 1942 : La Rue de la chance (Street of Chance) : Bill Diedrich
- 1942 : Deux nigauds détectives (Who Done It?) : Marco Heller
- 1943 : No Place for a Lady : Eddie Moore
- 1943 : Ladies' Day (en) de Leslie Goodwins : Updyke (banker)
- 1943 : Mission à Moscou (Mission to Moscow) : Spendler
- 1943 : Silver Spurs (en) de Joseph Kane : Jerry Johnson
- 1943 : Hi'ya, Sailor : Lou Asher
- 1943 : Find the Blackmailer : D.L. Trees
- 1943 : Crime Doctor's Strangest Case : Mallory Cartwright
- 1943 : Le Chant de Bernadette (The Song of Bernadette) : Emperor Louis Napoleon III
- 1944 : Sing a Jingle : Andrews
- 1944 : Femme aimée est toujours jolie (Mr. Skeffington) : Edward Morrison
- 1944 : South of Dixie : Bill 'Brains' Watson
- 1944 : Le Troubadour de Broadway (Minstrel Man) : Bill Evans
- 1944 : Crime by Night  de William Clemens : Sam Campbell
- 1944 : L'Invitée (Guest in the House) de John Brahm : Mr. Hackett
- 1945 : Getting Gertie's Garter : Billy
- 1945 : Fog Island : John Kavanaugh
- 1945 : The Crime Doctor's Courage : Jeffers 'Jeff' Jerome
- 1945 : G.I. Honeymoon : Ace
- 1945 : Blonde Ransom : Ice Larson
- 1945 : The Jungle Captive : Insp. W.L. Harrigan
- 1945 : Hitchhike to Happiness : Tony Riggs
- 1945 : Divorce : Jim Driscoll
- 1945 : Behind City Lights : Perry Borden
- 1946 : One Way to Love (en) de Ray Enright : A.J. Gunther
- 1946 : Le Droit d'aimer (My Reputation) : George Van Orman
- 1946 : Claudia et David : Brian O'Toole
- 1946 : Deadline for Murder de James Tinling : Lynch
- 1946 : Une nuit mouvementée (Deadline at Dawn) de Harold Clurman (en)
- 1946 : Le Laitier de Brooklyn (The Kid from Brooklyn) : Fight announcer
- 1946 : Meurtre au music-hall (Murder in the Music Hall) : George Morgan
- 1946 : Night in Paradise d'Arthur Lubin : Scribe
- 1946 : One Exciting Week : Al Carter
- 1946 : Mr. Ace : Peter Craig
- 1946 : Flight to Nowhere : Gerald Porter
- 1946 : Blondie Knows Best : Charles Peabody
- 1947 : Blondie's Big Moment : George M. Radcliffe
- 1947 : Mariage parfait (The Perfect Marriage) : Addison Manning
- 1947 : Blondie's Holiday : George M. Radcliffe
- 1947 : Miracle sur la 34e rue (Miracle on 34th Street) : Dist. Atty. Thomas Mara
- 1947 : L'Infidèle (The Unfaithful) : Prosecuting Attorney
- 1947 : Riffraff : Walter Gredson
- 1947 : Le Loup des sept collines (Cry Wolf) : Sen. Charles Caldwell
- 1947 : Jenny et son chien (Driftwood) d'Allan Dwan : Mayor Snyder
- 1947 : Blondie in the Dough : George Radcliffe
- 1947 : Dangerous Years : Weston
- 1947 : Blondie's Anniversary : George M. Radcliffe
- 1948 : So This Is New York : Francis Griffin
- 1948 : Arthur Takes Over : George Bradford
- 1948 : Blondie's Reward : George M. Radcliffe
- 1948 : Wallflower (en) de Frederick de Cordova : Robert 'Bob' James
- 1948 : Les Yeux de la nuit (Night Has a Thousand Eyes) de John Farrow : Whitney Courtland
- 1948 : La Mariée du dimanche (June bride) : Carleton Towne
- 1948 : Blondie's Secret : George Radcliffe
- 1949 : Blondie's Big Deal : George M. Radcliffe
- 1949 : Une femme joue son bonheur (The Lady Gambles) : Man at card table
- 1949 : Le Rebelle (The Fountainhead) : Alvah Scarret (Banner editor)
- 1949 : Vénus devant ses juges (The Girl from Jones Beach) de Peter Godfrey : Mr. Graves
- 1949 : La Scène du crime (Scene of the Crime) : Arthur Webson
- 1949 : Blondie Hits the Jackpot : George Radcliffe
- 1949 : Always Leave Them Laughing : Elliott Lewis
- 1950 : Joe Palooka Meets Humphrey : Belden
- 1950 : La Femme aux chimères (Young Man with a Horn) : Phil Morrison
- 1950 : Peggy (en) : Fred Collins
- 1950 : When You're Smiling : Herbert Reynolds
- 1950 : En plein cirage (The Fuller Brush Girl) : Harvey Simpson
- 1950 : Les Cadets de West Point (The West Point Story) : Mr. Jocelyn
- 1950 : Dallas, ville frontière (Dallas) : Matt Coulter
- 1951 : The Fat Man de William Castle : Det. Lt. Stark
- 1951 : J'accuse cet homme (en) (Criminal Lawyer) de Seymour Friedman : Walter Medford
- 1951 : Disc Jockey : Marley
- 1951 : Not for Publication (série TV) : Collins (1951-52)
- 1952 : Magnificent Adventure
- 1953 : The System : Barry X. Brady
- 1953 : Valiant Lady (série TV) : Frank Emerson (1953-1957)
- 1959 : Objectif, Vénus (Have Rocket, Will Travel) : Mr. Morse
- 1959 : La Quatrième Dimension (The Twilight Zone) (série TV) : Jerry Hearndan (saison 1, épisode 4 : Du succès au déclin)
- 1960 : Mince de planète (Visit to a Small Planet) : George Abercrombie
- 1960 : Private Property : Ed Hogate
- 1960 : The Tab Hunter Show (série TV) : John Larsen
- 1961 : Il a suffi d'une nuit (All in a Night's Work) : Sam Weaver
- 1961 : Milliardaire d'un jour (Pocketful of Miracles) : Mayor
- 1963 : Ma femme est sans critique (Critic's Choice) de Don Weis : Joe Rosenfield
- 1963 : Black Zoo : Jeffrey Stengle
- 1964 : The Tycoon (série TV) : Herbert Wilson
- 1964 : Jerry souffre-douleur (The Patsy) de Jerry Lewis : Business Executive
- 1964 : Many Happy Returns (série TV) : J.L. Fox
- 1965 : John Goldfarb, Please Come Home : Brinkley (U.S. ambassador to Fawzia)
- 1966 : Frankie and Johnny : Joe Wilbur
- 1966 : Les Plaisirs de Pénélope (Penelope) : Bank manager
- 1967 : La Gnome-mobile (The Gnome-Mobile) : Dr. Conrad Ramsey
- 1969 : The Comic : Lawrence